# Wojna uprzedzająca
Wojna uprzedzająca (ang. preemptive war) – jest powszechnie uznawana jako uprzedzające użycie siły w celu uzyskania strategicznej przewagi w zbliżającej się wojnie (rzekomo nieuniknionej) zanim zagrożenie się zmaterializuje, lub też jako próba odparcia lub udaremnienia ataku lub inwazji. Jest to także wojna, która uprzedzająco „łamie pokój”.
Do zrozumienia zagadnienia niezbędne jest odwołanie się do pojęcia „wojny sprawiedliwej”, która istniała już w starożytności i obecnie posiada podobne zasady:
1. Wojna ma „sprawiedliwe” przyczyny (łac. ius ad bellum) – obrona przed agresją – dla odparcia zagrożenia, a nie realizacji interesów; wszczęcie wojny może nastąpić przez upoważniony organ itd.;
2. Wojna jest „sprawiedliwie” prowadzona (ius in bello) – ponoszenia odpowiedzialności za swoje czyny, w tym niestosowanie zakazanych broni (typu chemicznej, biologicznej itp.), ochrona ludności cywilnej; niedokonywanie zbrodni wojennych, humanitarne traktowanie jeńców itd.
3. Wojna „sprawiedliwie” się kończy (ius post bellum) – nietraktowanie warunków pokoju jako instrumentu zemsty, właściwa kompensacja strat, przywrócenie normalnego życia i demilitaryzacji itd.

Na tej podstawie została zbudowana teoria akademicka oraz próba praktycznego wyjaśnienia czym jest wojna uprzedzająca.
W zmieniającym się świecie wojna uprzedzająca jest często mylona z wojną prewencyjną. Różnica polega na tym, że wojnę prewencyjną rozpoczyna się po to, aby zapobiec i zniszczyć potencjalne zagrożenie ze strony domniemanego wroga, którego atak nie musi nastąpić w bliskim czasie lub też wiadomo, że jest planowany. Wojna uprzedzająca ma miejsce tuż przed oczekiwanym atakiem wroga. Większość współczesnych akademistów stawia na równi wojnę uprzedzającą z agresją twierdząc, że jest ona nielegalna. Zaangażowanie w wojnę uprzedzającą niesie za sobą lżejsze piętno niż wojna prewencyjna. Rozpoczęcie konfliktu zbrojnego w myśl: ten, kto pierwszy „złamie zasady pokoju” podczas gdy „atak zbrojny” jeszcze nie nastąpił, nie jest dozwolone przez Kartę Narodów Zjednoczonych (zobacz „Legalność” poniżej), chyba że jest usankcjonowane zezwoleniem Rady Bezpieczeństwa ONZ w ramach działań egzekucyjnych (niektórzy autorzy twierdzą, że domniemany przeciwnik pierwszy okazuje się być potwierdzającym przygotowania do prawdopodobnego przyszłego ataku. Mimo że jeszcze nie zaatakował, w rzeczywistości „rozpoczął atak”. Niemniej jednak taka opinia nie została uwzględniona przez ONZ).

## Zamiar ataku
Intencją ataku uprzedzającego jest uzyskanie przewagi i zaszkodzenie wrogowi w momencie jego minimalnej ochrony, na przykład podczas transportu lub mobilizacji. Jednak według koncepcji wojny uprzedzającej można rozpocząć wojnę twierdząc, że naród zostanie wkrótce zaatakowany i musiałby się bronić. Koncepcja jest kontrowersyjna, ponieważ może być z łatwością nadużywana i wykorzystywana jako usprawiedliwienie do rozpoczęcia wojny o wątpliwym podłożu. Z punktu widzenia historycznego, motywy te często były pretekstem do ingerowania w politykę państw, do których siły interwencyjne zostały skierowane.
Przykład historyczny wojny wyprzedzającej: 
- W 1914 Cesarstwo Niemieckie uznało za casus belli mobilizację carskiej armii podjętą w odpowiedzi na wojnę, którą Austro-Węgry wypowiedziały Serbii. Trójprzymierze w razie podjęcia wojny zaczepnej przez którąś ze stron tego sojuszu (motywowaną zagrożeniem bezpieczeństwa) zobowiązywało kontrahentów do zachowania życzliwej neutralności wobec napastnika a przystąpienie do wojny po jego stronie pozostawiało uznaniu każdego z nich[10]. Rozpoczęcie wojny Rzeszy przeciw Imperium Rosyjskiemu obligowało do wystąpienia przeciw niej Francję, jednak nim do tego doszło Rzesza wypowiedziała wojnę również Francji i realizując zmodyfikowany Plan Schlieffena bez kolejnego ogłaszania wojny zaatakowała neutralną Belgię, czym (wbrew swym planom) spowodowała przystąpienie do wojny Wielkiej Brytanii.

## Legalność
U podstaw zrozumienia przyczyny wojny uprzedzającej a także uznania jej legalności leży także dyskusja mająca na celu próbę zdefiniowania agresji jako usprawiedliwienia rozpoczęcia wojny. Rozpatruje się tutaj głównie rozróżnienie między atakiem na cudze terytorium jako powodem podjęcia działań obronnych a „interwencją humanitarną”. Jako definicję określającą zasady interwencji humanitarnej można zastosować definicję S. D. Murphy’ego „Humanitarna interwencja jest groźbą lub użyciem siły przez państwo, grupę państw, organizację międzynarodową przeciwko innemu państwu głównie w celu ochrony jego obywateli przed masowymi naruszeniami uznanych międzynarodowo praw człowieka”. Istota problemu: [...] obraca się ciągle w zamkniętym kręgu pozornie nierozwiązywalnego konfliktu pomiędzy formalną legalnością i moralną legitymizacją. Dobrym przykładem kłopotów ze zdefiniowaniem tego zjawiska jest ujęcie zaproponowane przez Simona Caneya. „Interwencja jest dokonanym przez stronę zewnętrzną lub strony zewnętrzne przymuszającym działaniem w sferze jurysdykcji państwa suwerennego lub, ogólnie rzecz biorąc, niezależnej wspólnoty politycznej, podjęte po części lub wyłącznie w celu ochrony interesów członków tej wspólnoty”.
Aktualnie obowiązujący artykuł 2.4 Karty Narodów Zjednoczonych jest uznawany jako „ius cogens” (prawo bezwzględnie obowiązujące) i nakazuje wszystkim członkom ONZ powstrzymanie się od realizacji „groźby” (threat) lub „użycia siły” (use of force) przeciwko integralności terytorialnej lub niezawisłości politycznej któregokolwiek państwa. Niemniej jednak, w artykule 51 Karty Narodów Zjednoczonych istnieje wyrażenie „zbrojna napaść nastąpi”, która wyraźnie stawia rozgraniczenie pomiędzy uzasadnionym prawnie a nielegalnym użyciem siły militarnej. W związku z tym przyjmuje się założenie, że jeśli atak zbrojny jeszcze nie nastąpił, to nie ma automatycznego usprawiedliwienia dla uprzedzającej „samoobrony”, która miałaby zostać podjęta „legalnie” w ramach Karty Narodów Zjednoczonych. Aby akt samoobrony mógł zostać prawnie uzasadniony, muszą zostać spełnione dwa warunki, które są powszechnie uważane jako niezbędne do jego uzasadnienia. Pierwszym warunkiem jest to, że dokonujący aktu samoobrony musi mieć przekonanie, że zagrożenie jest realne, a nie (zaledwie) postrzegane. Drugim warunkiem jest to, że siła używana w samoobronie musi być proporcjonalna do szkody, którą sprawca jest potencjalnie zagrożony. Gdy dochodzi do sytuacji, w której atak zbrojny jest traktowany jako samoobrona, zwykle zawęża on realistyczne możliwości ominięcie go na rzecz środków pokojowych, takich jak negocjacje, wycofanie się lub odwołanie do wyższych instancji (takich jak np. ONZ).